# László Ede
László Ede Dezső, 1883-ig Lőwy (Simontornya, 1859. május 5. – Budapest, Erzsébetváros, 1933. január 25.) vegyész, borász, középiskolai tanár, műegyetemi magántanár és adjunktus.

## Életútja
Lőwy Mór és Gottlieb Rozália fia. Középiskoláit Székesfehérvárt és Budapesten végezte. Münchenben és Budapesten a műegyetemet látogatta; 1881-ben vegyészmérnöki oklevelet nyert, 1889-ben megszerezte a középiskolai tanári oklevelet. 1882–84-ben tanársegéd volt a budapesti műegyetemen. Lőwy családi nevét 1883-ban változtatta Lászlóra. 1884-ben két évi tanulmányútra Franciaországba küldetett, ahol a borászat gyakorlati részével foglalkozott. 1894-ben középiskolai tanárrá neveztetett ki és szolgálattételre a műegyetemhez osztatott be, ahol 1886-tól adjunktus és a borászati kémia magántanára volt. 1905-ben a Műegyetemen címzetes rendkívüli tanár volt, 1923-ban nyugdíjazták. 1933-ban hunyt el, halálát tüdővizenyő okozta.
Számos borászati cikke jelent meg a különböző hazai s külföldi szaklapokban.

## Munkái
- Magyarországi agyagok chemiai és mechanikai elemzése, tekintettel ipari alkalmazhatóságukra. Bpest, 1886. (Magyar és német szöveggel A természettudományi társulat által koszorúzott pályamű. Ism. Budapesti Szemle XLVIII.).
- A bor extrakt tartalmának gyors meghatározása (Borászati L., 1890);
- A természetes és gyártott bor felismerése (Term. Tud. Közl. 1893);
- A bortőrvény ügyéről (Term. Tud. Közl. 1895);
- Borászatunk fejlődése (Borászati L. 1920).